# Буркал
Бурка́л — река в Забайкальском крае России, правый приток Мензы.
Река берёт начало на западном склоне Чикоконского хребта. Длина реки составляет 128 км, площадь водосбора — 2260 км². Местоположение реки — 83 км по правому берегу Мензы.
Притоки реки: Сажиха, Еловка, Сенная, Дербул, Пологая, Харчевка, Дербенька, Балбастый, Жарничиха, Быстрая.